# Desmodium limense
Desmodium limense är en ärtväxtart som beskrevs av William Jackson Hooker. Desmodium limense ingår i släktet Desmodium och familjen ärtväxter. Inga underarter finns listade i Catalogue of Life.